# 카르탕 부분 대수
리 대수 이론에서, 카르탕 부분 대수(Cartan部分代數, 영어: Cartan subalgebra)는 리 대수의 최대 아벨 부분 대수의 일종이다.

## 정의
{\displaystyle {\mathfrak {g}}}가 리 대수라고 하자. {\displaystyle {\mathfrak {g}}}의 카르탕 부분 대수는 다음 성질을 만족하는 리 부분 대수 {\displaystyle {\mathfrak {h}}\subset {\mathfrak {g}}}이다.
- 만약 {\displaystyle X\in {\mathfrak {g}}}이고, {\displaystyle [X,{\mathfrak {h}}]\subset {\mathfrak {h}}}라면 {\displaystyle X\in {\mathfrak {h}}}이다.
- {\displaystyle \underbrace {[{\mathfrak {g}},[{\mathfrak {g}},[\dotsb ,[{\mathfrak {g}},{\mathfrak {g}}} _{n}]\dotsb ]]]=0}인 정수 {\displaystyle n}이 존재한다.

## 성질
리 대수의 체가 표수 0이고, 대수적으로 닫혀 있다면, 적어도 하나의 카르탕 부분 대수가 존재하며, 또한 모든 카르탕 부분 대수들은 리 대수의 자기 동형에 의하여 서로 동형이다. 따라서 이 경우 카르탕 부분 대수는 사실상 유일하다.

## 역사
엘리 카르탕이 박사 학위 논문에서 정의하였다.